# Žemliare
Žemliare (Hongaars: Zsemlér) is een Slowaakse gemeente in de regio Nitra, en maakt deel uit van het district Levice.
Žemliare telt 165 inwoners.
De Hongaren vormen de meerderheid van de bevolking in de gemeente.